# Funiculaire Les Arcs' Express
Le Funiculaire Bourg Saint Maurice / Les Arcs, également appelé Arc en Ciel, est un funiculaire situé sur la commune française de Bourg-Saint-Maurice qui relie sa gare ferroviaire à la station de sports d'hiver d'Arc 1600, dans le département de la Savoie en région Auvergne-Rhône-Alpes.

## Histoire

### 1974-1988: Téléphérique
En 1974, dans le cadre du développement de la toute nouvelle station de ski des Arcs, une liaison entre Bourg-Saint-Maurice et la station via Arc 1600 fut établie grâce à un téléphérique.
Ce téléphérique, pouvant transporter environ 50 personnes, comportait un pylône escarpé près du sommet et atteignait une vitesse de 10 m/s, comparable à celle du funiculaire actuel. Il offrait une vue spectaculaire sur la vallée de la Tarentaise et jouait un rôle crucial dans le développement touristique de la région, facilitant l'accès des skieurs et des visiteurs[source secondaire nécessaire].

### Depuis1989: le funiculaire
Le choix de la construction d'un funiculaire s'est effectué à l'automne 1986.
Le téléphérique fut démantelé en 1990 après la mise en service du funiculaire en vue des Jeux Olympiques d'Albertville de 1992, afin d'améliorer l'accès à la station de sports d'hiver des Arcs où se déroulaient certaines épreuves olympiques. Le nouveau funiculaire, inauguré en 1989, offrait une capacité accrue de 240 personnes par rame et une vitesse de 12 m/s.
L'une des raisons était pour que Montrigon et les Granges restent desservies, afin que les pistes de ski de ces villages ne soient pas abandonnées, et également d'assurer un plus grand débit par sa capacité de plusieurs voitures, face au nombre croissant de skieurs l'hiver.
Le constructeur Von Roll a finalement été retenu pour la construction de l'appareil. Les travaux ont duré trois ans et furent difficiles compte tenu de la nature du terrain. L'ouverture du funiculaire, après les essais, a eu lieu le 23 février 1989.

### Rénovations et modernisations

#### Rénovation de 2010/2011
La rénovation, initialement prévue pour l'hiver 2010-2011, a été décalée au printemps 2011 pour des raisons climatiques. Les deux rames ont revêtu des nouvelles livrées différentes et colorées. Les cabines sont ensuite devenues bleues avec les logos des Arcs et de Paradiski.

#### Changement intégral du câble tracteur au cours du printemps2015
Le câble tracteur de l'installation a été renouvelé au cours du printemps 2015. L'ancien câble, pesant 3 tonnes, a été débité en tronçons de 150 mètres de long. Le câble de remplacement, fourni par ArcelorMittal, mesure 73 mm de diamètre.

#### Rénovation de 2018/2019
À l'aube de près de 30 années de service, l'exploitant a décidé en 2018 de lancer un appel d'offres pour la rénovation complète en deux étapes du funiculaire :
- d'abord la rénovation des équipements électriques en gare, dont les armoires de puissance, en 2018 ;
- puis la rénovation des équipements embarqués en cabine en 2019.

Poma a finalement été retenu avec sa filiale Sigma pour réaliser ce marché ainsi qu'effectuer le remplacement des deux rames. Ces travaux ont coûté environ 7 000 000 € à l'exploitant.
En 2018, les armoires de commande et de puissance ont été remplacées et la centrale de frein de voie a été modifiée pour en permettre la fermeture plus rapide.
La dépose des anciennes cabines et le montage des nouvelles a commencé le 21 mai 2019. Les tests d'habilitation ont été menés avec le STRMTG au cours de la fin du mois de juin, ce qui a obligé l'exploitant à organiser une desserte de substitution par bus durant le début de la saison estivale 2019. Le funiculaire a été rouvert le 13 juillet 2019 avec ses nouvelles cabines. Le bâtiment de la gare aval a été réhabilité après la saison estivale.

## Gares
La gare aval est à Bourg-Saint-Maurice près de la gare ferroviaire, l'accès, à l'arrivée en train, se fait via une passerelle qui passe au-dessus des voies. La gare amont est située est à Arc 1600, à proximité directe du front de neige principal et de la gare routière d'où partent les navettes gratuites vers les autres stations des Arcs.
Les gares aval et amont disposent une voie encadrée de deux quais, permettant de gérer séparément les flux de personnes quittant la cabine de ceux montant dans la cabine. Les deux gares intermédiaires ne sont équipées que d'un seul quai latéral[source secondaire souhaitée].

Les gares
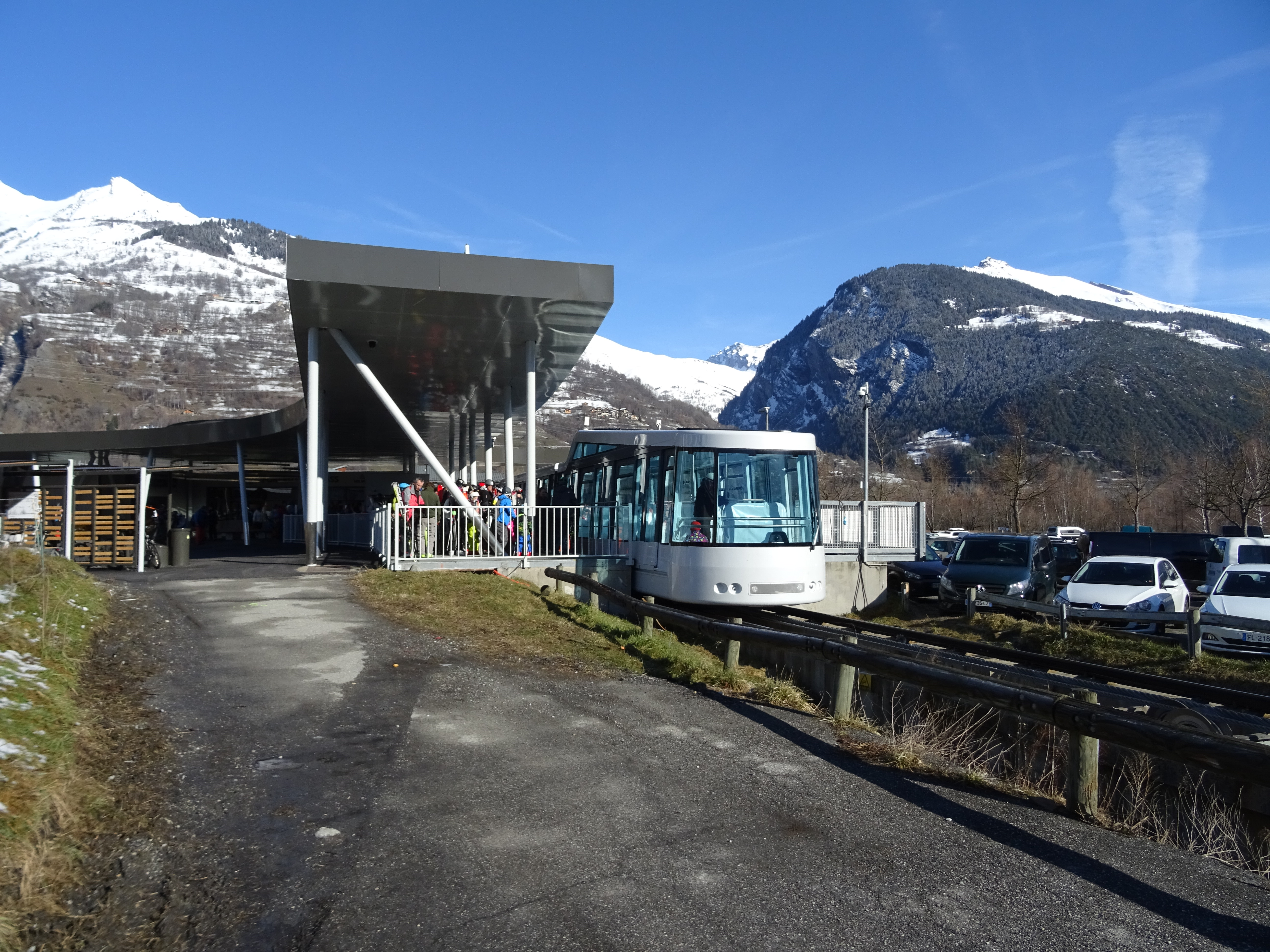
La gare de Bourg-Saint-Maurice.
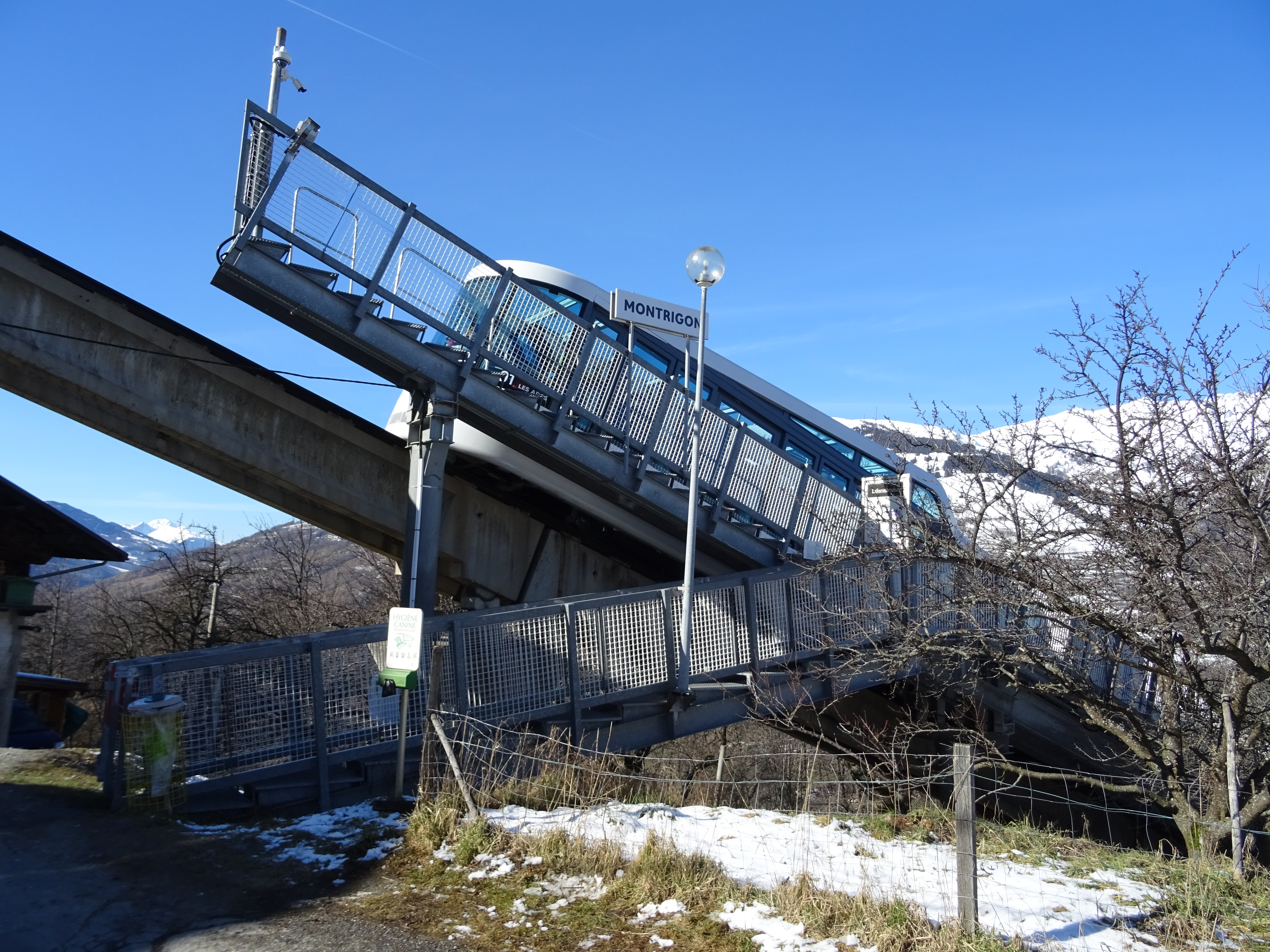
Station intermédiaire de Montrigon.
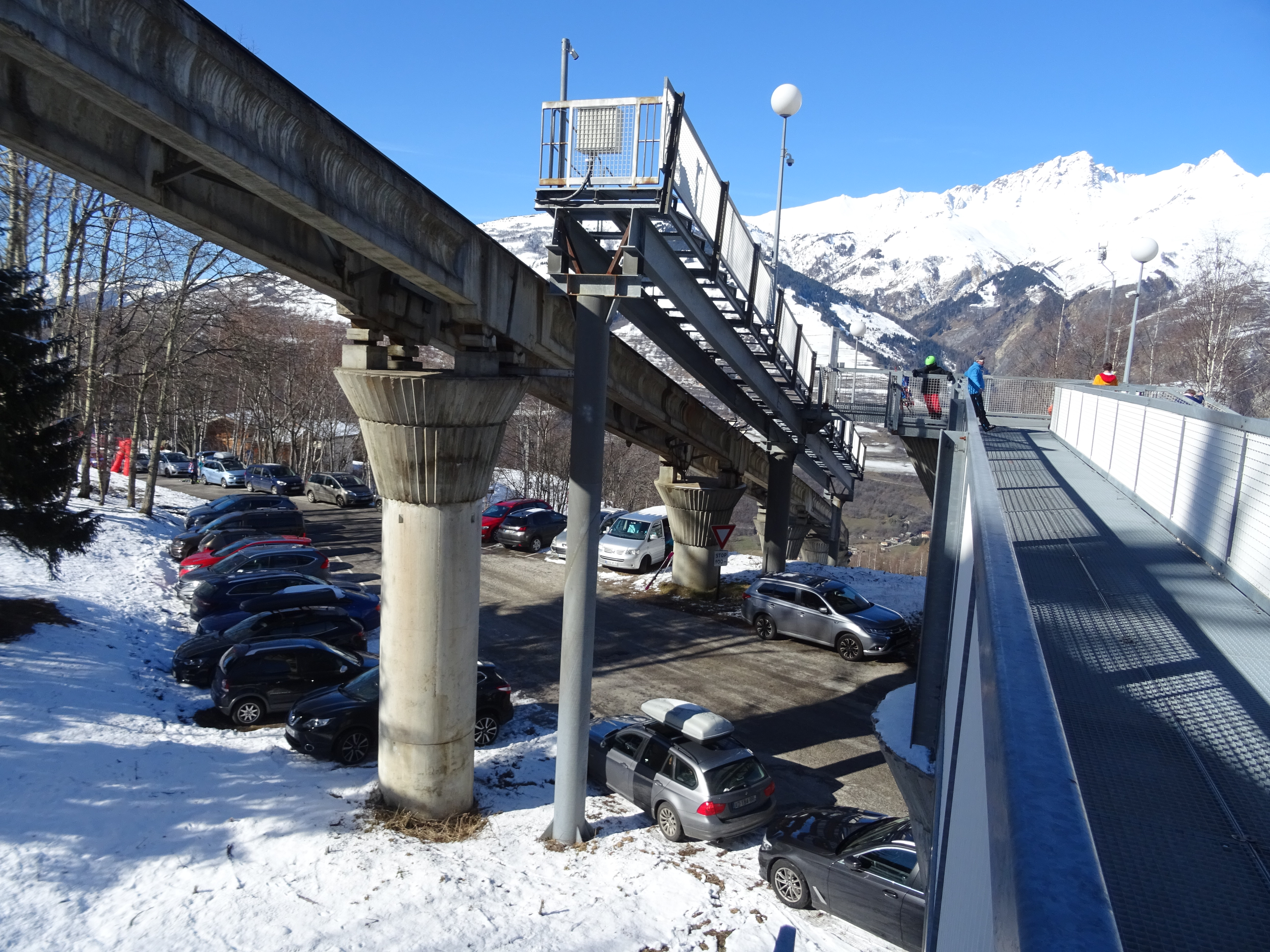
Station intermédiaire des Granges.
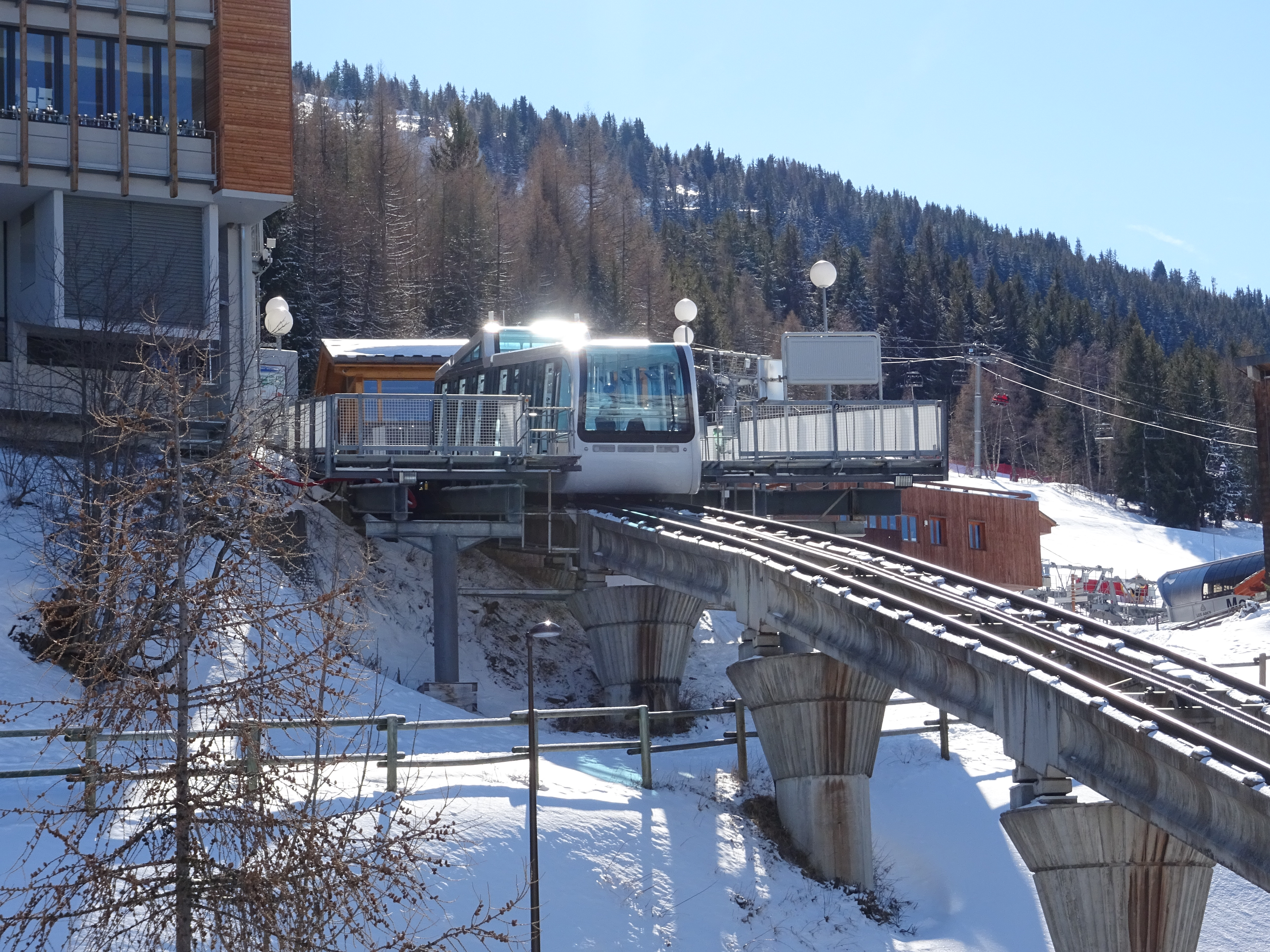
Gare amont d'Arc 1600.

## La ligne

### Profil de la ligne
Le funiculaire comporte une unique voie de 2 875 m de long entrecoupée à mi-parcours par un évitement central de type Abt[source secondaire souhaitée]. Elle ne comporte aucun tunnel mais présente de nombreux viaducs, dont un permettant de franchir l'Isère peu après avoir quitté la gare aval de Bourg-Saint-Maurice.
La dénivellation et les rampes sont irrégulières le long de la ligne, le plancher s'inclinant en conséquence. La ligne présente plusieurs courbes et l'exploitation peut amener à effectuer des redémarrages en pente au niveau des stations intermédiaires, l'ensemble montant ou descendant des rampes importantes allant jusqu'à 39 % de pente près des Granges[source secondaire souhaitée].

### Arrêts intermédiaires et de secours
Les stations aux extrémités de la ligne se situent à égale distance de l'évitement central Abt mais ce n'est pas le cas entre les deux gares intermédiaires : la gare des Granges est plus proche de l'évitement que celle de Montrigon. Par conséquent, lorsqu'une rame dessert une gare intermédiaire, l'autre est arrêtée en pleine voie.

## Fonctionnement
Des vitres situées en surplomb de la salle des machines permettent d'observer la machinerie du funiculaire après être sorti de la gare amont d'Arc 1600[source secondaire souhaitée].

## Matériel roulant
Ce funiculaire est équipé de 2 rames indépendantes pouvant accueillir chacune 270 personnes. Ces rames sont constituées de cabines fournies par Sigma en 2019 entièrement vitrées montées sur les bogies d'origine. Un système d'information voyageurs embarqué a également été installé dans chacune des deux cabines. Il se traduit par l'ajout d'un système d'annonces sonores ainsi que d'un indicateur des stations desservies situé au-dessus de certaines portes[source secondaire souhaitée].

Évolution des livrées et des cabines
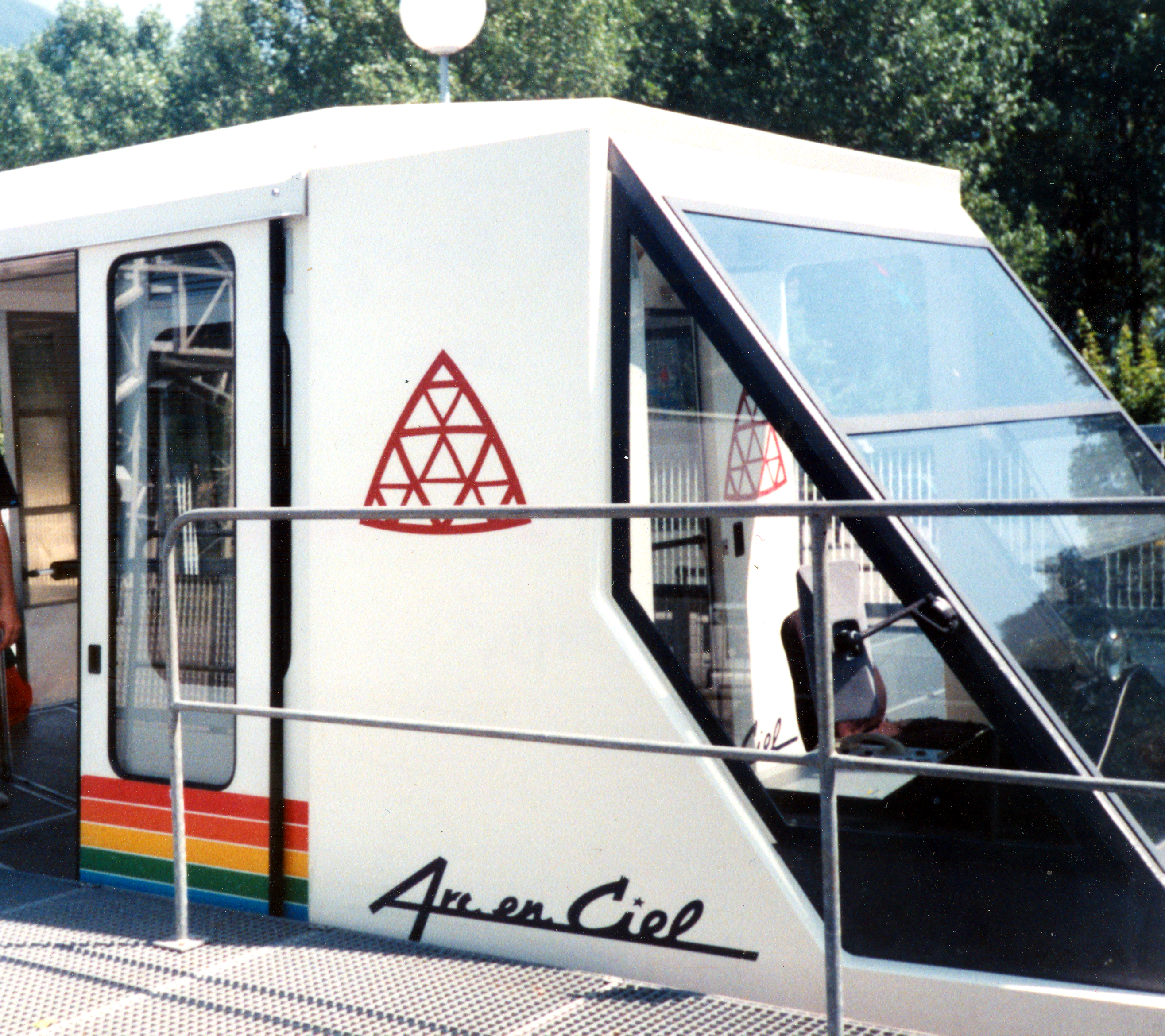
Livrée d'origine des cabines.
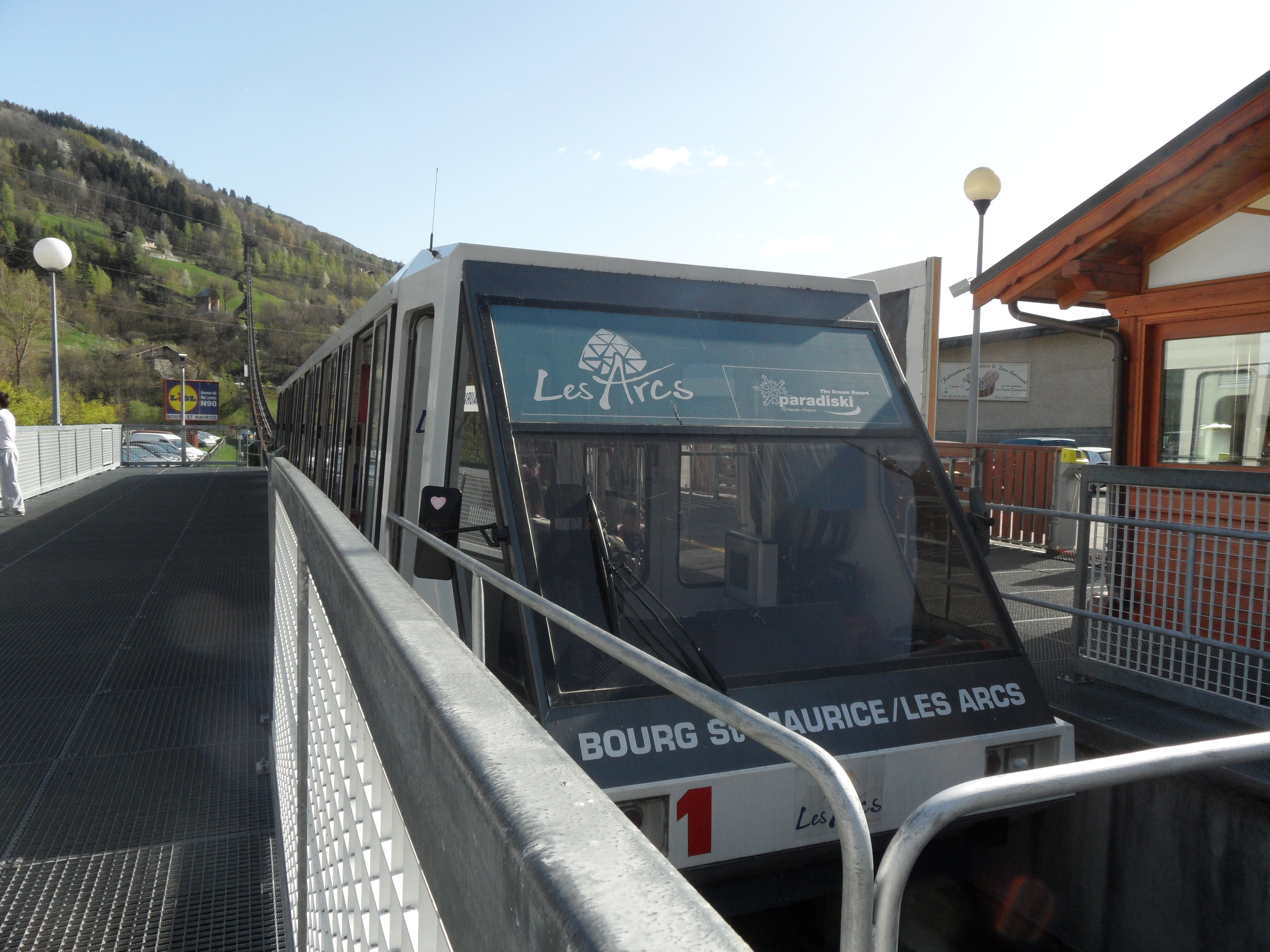
Vue après enlèvement de la livrée d'origine.
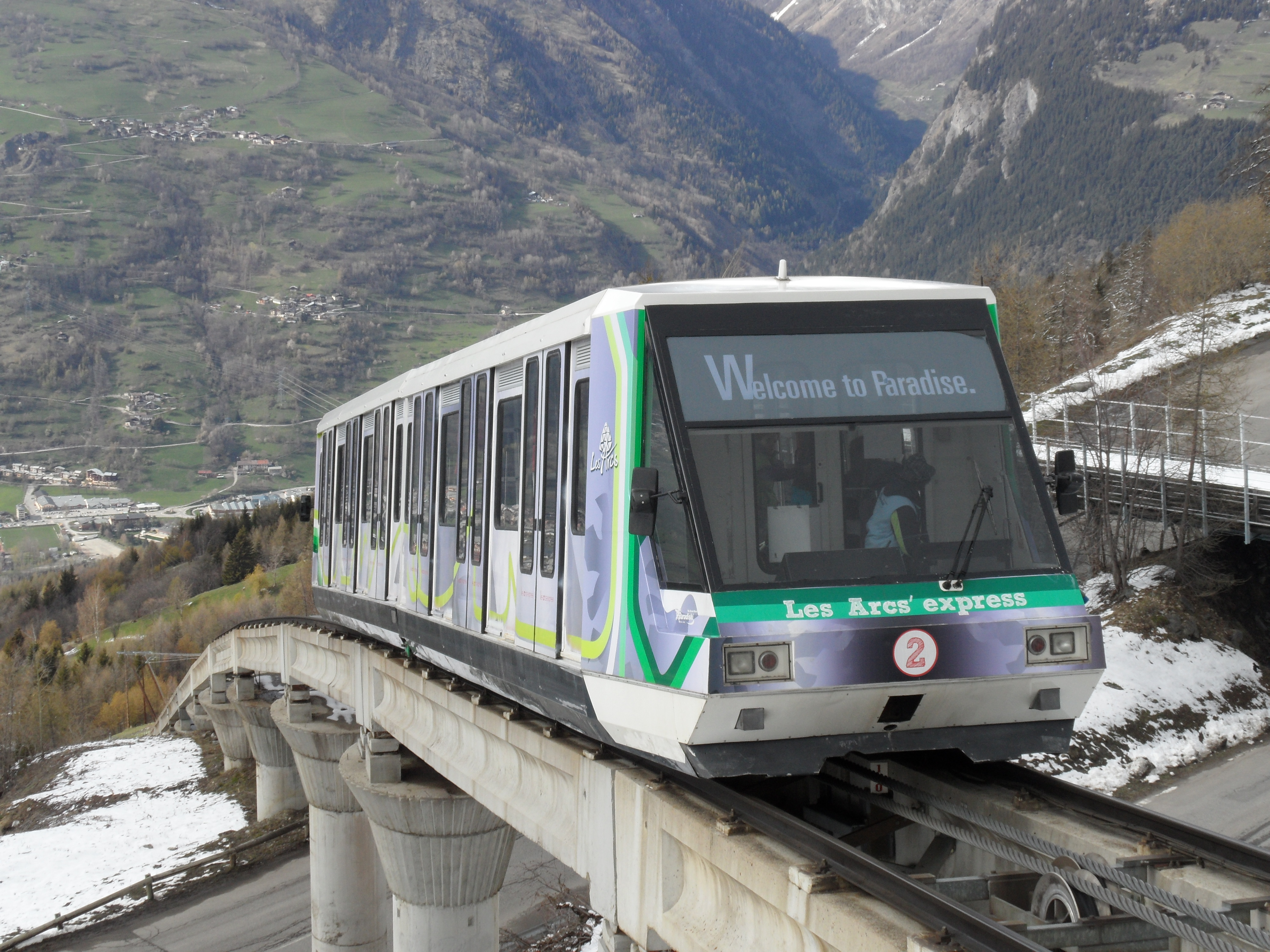
Livrée ayant remplacé celle d'origine.
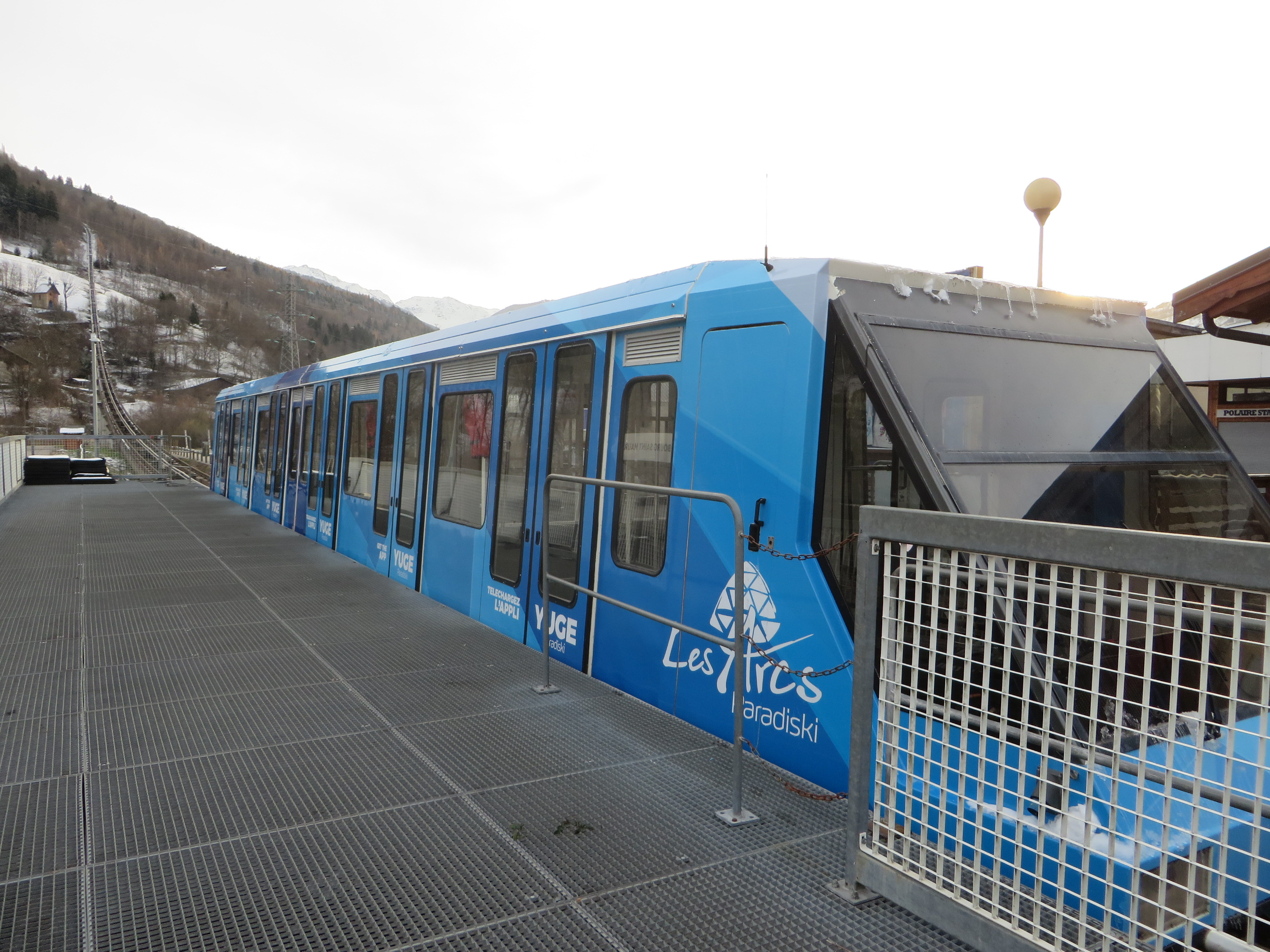
Livrée bleue, dernière avant le remplacement des cabines.
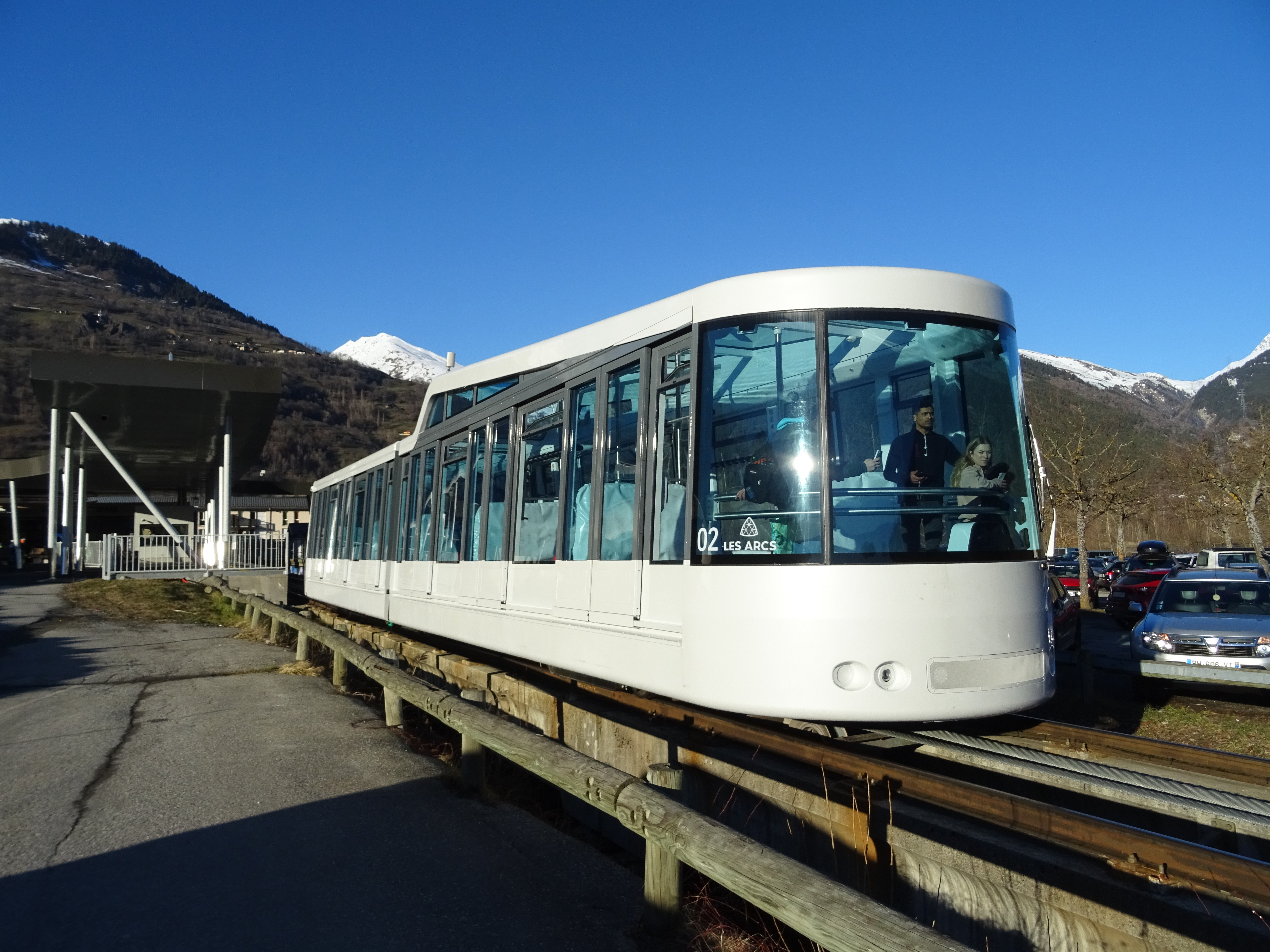
Nouvelles cabines en service depuis l'été 2019.
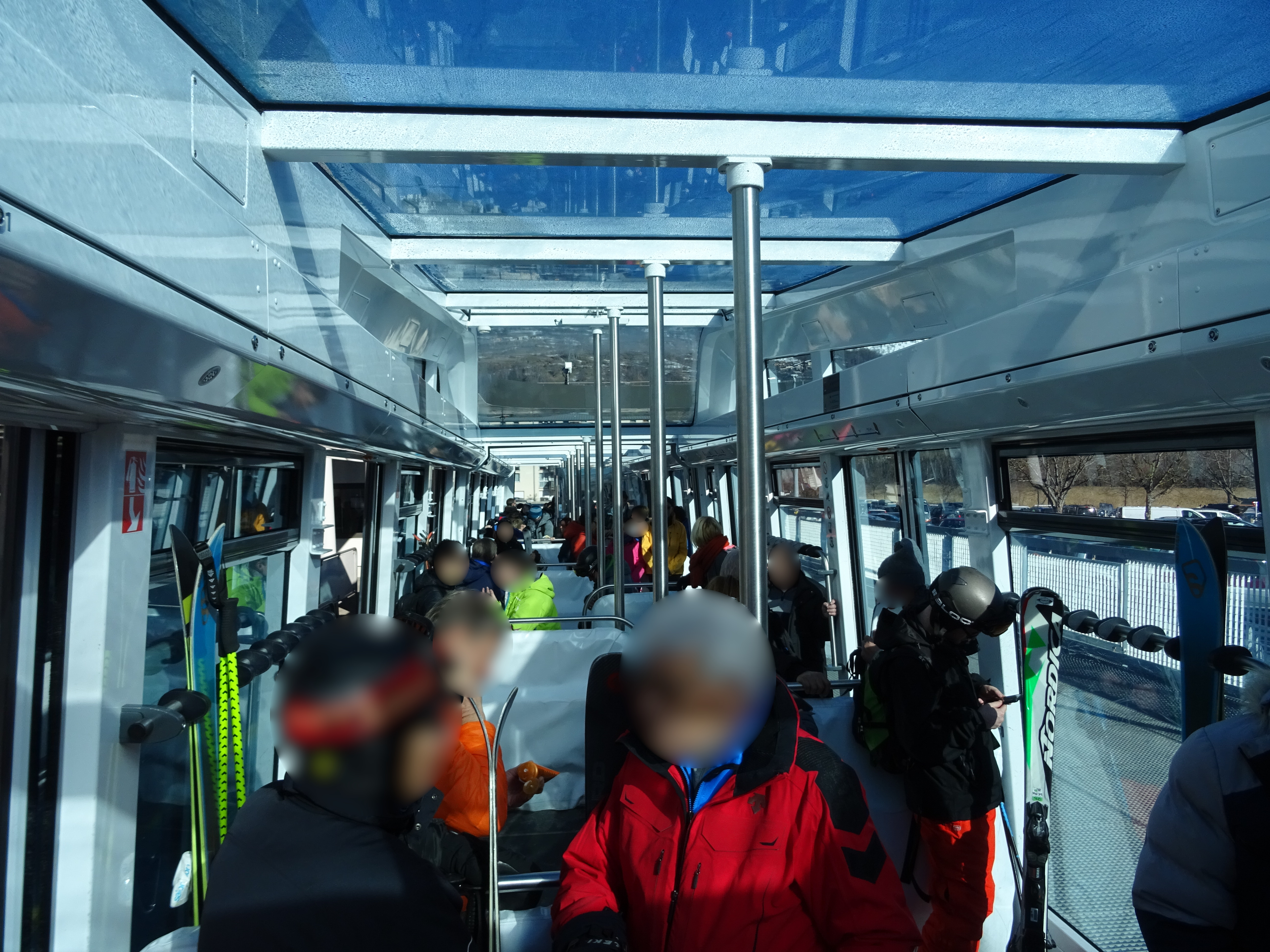
Intérieur des nouvelles cabines.

## Exploitation
La vitesse nominale d'exploitation évolue entre 10 et 12 m/s. En pleine saison, on[Qui ?] observe un départ toutes les 20 minutes. Il faut environ sept minutes pour parcourir la ligne sans arrêt